# Relațiile externe ale Rusiei
În domeniul relațiilor externe, Rusia, după proclamarea independenței, a făcut pași importanți pentru a deveni un partener cu drepturi depline în principalele organizații și grupări politice internaționale. Acest articol acoperă relațiile internaționale ale Federației Ruse de la destrămarea Uniunii Sovietice din 1991. 

## Calitatea de membru al ONU și parteneriatrul cu UE și NATO
Pe 27 decembrie 1991, Federația Rusă a preluat locul oficial deținut de Uniunea Sovietică în Consiliul de Securitate al ONU. 
Rusia este de asemenea membru al CSI, Uniunii Rusia-Belarus, OSCE, NACC,.
Rusia a semnat pe 22 iunie 1994 inițiativa Parteneriat pentru Pace a NATO. Pe 27 mai 1997, NATO și Rusia au semnat Actul de Fondare NATO-Rusia, act care pune bazele parteneriatului de durată între alianță și Federația Rusă, ceea ce este o contribuție importantă la arhitectura sistemului de securitate a Europei în secolul al XXI-lea. Pe 24 iunie 1994, Rusia și Uniunea Europeană au semnat o înțelegere de parteneriat și cooperare. 

## Relațiile cu țările desprinse din fosta URSS
Țările neruse care au fost parte a Uniunii Sovietice au fost etichetate ca străinătate apropiată de Rusia. Mai aproape de zilele noastre, liderii politici ruși au denumit cele 15 republici apărute după destrămarea Uniunii Sovietice sunt numite în mod colectiv  
"spațiul postsovietic", Rusia manifestându-și în acest fel interesul special pentru zonă.  în țările așa-numitei străinătăți apropiate a rămas o foarte importantă minoritate rusă, această problemă fiind tratată diferit în fiecare țară în parte. Astfel, în țări vecine cu Rusia, așa cum sunt Ucraina sau Kazahstan, reprezentanții minorității ruse au cerut în unele cazuri alipirea teritoriilor locuite de ei la patria mamă. Intervenția activă a Rusiei în apărarea minorității naționale ruse nu este privită cu ochi buni în țările în care acești minoritari trăiesc. Mai mult, țările baltice (Estonia, Lituania și Letonia), și-au exprimat în mod cât se poate de clar dorința de a se afla în afara oricărei zone de influență pretinsă de Rusia, așa cum a demonstrat atât aderarea la NATO cât și de admiterea în Uniunea Europeană în 2004. 
Între Rusia, Belarus și Ucraina există strânse legături etnice, istorice și cultural. Cel puțin din punctul de vedere al Rusiei, cetățenii celor trei țări au fost tratați ca un singur grup etnic, numindu-i pe ruși ca "ruși mari", belarușii ca "ruși albi", iar pe ucraineni ca "maloruși (ruși mici)". Pe de altă parte, trebuie spus că puțini ucraineni acceptă statutul de "frați mai mici" ai rușilor, iar eforturile Rusiei de a se amesteca în politica internă a țării, așa cum a fost sprijinul acordat de Vladimir Putin unuia dintre candidații la alegerile prezidențiale de la Kiev, sunt privite cu o deosebită rezervă. 

## Conflictele internaționale – eforturi pentru menținerea păcii
Rusia a jucat un rol important în medierea unor conflicte internaționale, fiind implicată în mod deosebit în eforturile pentru reglementarea procesului de pace din Kosovo. Rusia este cosponsor al procesului de pace din Orientul Mijlociu și sprijină activ eforturile ONU în Golful Persic, Cambodgia, Angola, fosta Iugoslavie și Haiti. Rusia este membru fondator al Grupului de Contact și, (de la Summitul de la Denver din 1997), este membru al G8. În noiembrie 1988, Rusia a devenit membră a APEC. 
Rusia a contribuit cu trupe la forța de stabilizare (condusă de NATO) din Bosnia și și-a afirmat public sprijinul pentru respectare dreptului internațional și a principiilor OSCE. 
Rusia a acceptat implicarea ONU sau OSCE în zonele de conflict din țările vecine, inclusiv prin plasarea de observatori în Georgia, Republica Moldova, Tadjikistan și Nagorno-Karabah. 
Rusia încearcă să întărească legăturile de securitate și apărare cu unele state membre CSI, sau să-și păstreze influența în zonă, păstrând baze militare în Armenia, Tadjikistan, Georgia, Republica Moldova și Kîrgîstan. 

## Dispute teritoriale
Rusia a moștenit problemele teritoriale ale defunctei URSS cu Republica Populară Chineză, pe care le-a rezolvat în 2005 și cu Japonia, disputa nefiind soluționată în acest caz. După destrămarea Uniunii Sovietice, Rusia a trebuit să rezolve problemele de graniță cu statele baltice, Azerbaidjanul și Kazahstanul.
Până în ziua de azi granițele maritime din Marea Caspică nu sunt încă concret determinate. Problemele dintre Rusia și celelalte state cu ieșire la mare, Azerbaidjan și Kazahstan, au fost rezolvate d-abea în 2003. Rusia nu are granițe comune (terestre sau marine) cu Iran sau cu Turkmenistan, celelalte două țări care nu sunt de acord cu acordurile maritime semnate de către aceasta.
Disputele teritoriale dintre Rusia și Estonia față de unele teritorii din Regiunea Pskov și Regiunea Leningrad sunt încă nerezolvate. Tratatul din 2005 privind granița dintre Rusia și Estonia nu a fost ratificat de către partea rusă. Negocierile au fost reîncepute în 2012 iar tratatul a fost semnat în 2014, dar ratificarea încă este în așteptare.
Momentan Rusia nu are teritorii revendicate în Antarctica, chiar dacă are dreptul la să o facă. De asemenea, aceasta nu recunoaște suveranitatea altor state asupra pământurilor lor din continent. Uniunea Sovietică a semnat totuși Tratatul Antarcticii din 1960.
Disputele legate de granița cu Georgia, legate de recunoașterea rusească a independenței Abhaziei și Osetiei de Sud au condus la Războiul Ruso-Georgian, degradând relațiile diplomatice dintre cei doi beligerați.

## Drepturile omului
Rusia este criticată de multe ori pentru ceea ce sunt considerate violări ale drepturilor omului, (de exemplu în cazul comportării militarilor ruși față de populația civilă în timpul războiului din Cecenia).

## Relații bilaterale

### Africa
| Țară     | Relațiile formale au început în | Informații |
| -------- | ------------------------------- | --- |
| Algeria  |                                 | Vezi Relațiile dintre Rusia și Algeria - Rusia are o ambasadă în Alger și un consulat în Annaba. - Algeria are o ambasadă în Moscova. |
| Angola   |                                 | Vezi Relațiile dintre Rusia și Angola și Relațiile dintre Angola și Uniunea Sovietică Rusia are o ambasadă în Luanda. Angola are o ambasadă în Moscova și un consulat onorariu în Sankt Petersburg. Angola și predecesorul Rusiei, Uniunea Sovietică, au intrat în contact diplomatic după independența Angolei. |
| Benin    |                                 | Vezi Relațiile dintre Rusia și Benin Rusia are o ambasadă în Cotonou, iar Benin are una în Moscova. |
| Botswana | 6 martie 1940                   | Vezi Relațiile dintre Rusia și Botswana Botswana și Uniunea Sovietică au inițiat relații diplomatice la 6 martie 1970. În ciuda orientării sale pro-occidentale, Botswana a participat la Jocurile Olimpice de vară din 1980. Relațiile actuale dintre cele două țări sunt descrise ca fiind prietenoase și de lungă durată. În martie, cele două țări au sărbătorit, de asemenea, a 35-a aniversare a stabilirii relațiilor diplomatice. Potrivit ministrului Afacerilor Externe, Rusia a fost una dintre primele țări care a stabilit relații diplomatice complete cu Botswana. Cooperarea comercială și economică dintre Rusia și Botswana este stipulată de Acordul comercial din 1987 și de Acordul de cooperare economică și tehnică din 1988. Guvernul Federației Ruse și Guvernul Republicii Botswana au semnat Acordul privind Cooperarea culturală, științifică și educațională în septembrie 1999. Rusia și Botswana au avut o cooperare fructuoasă într-o varietate de domenii, în special în dezvoltarea resurselor umane. Rusia oferă în continuare mai multe burse în sectoare-cheie precum sănătatea, care în prezent se confruntă cu o lipsă critică de forță de muncă. De asemenea, Botswana este una dintre țările în care cetățenii ruși nu au nevoie de viză. Rusia are o ambasadă la Gaborone, în timp ce Botswana acoperă Rusia de la ambasada sa din Stockholm (Suedia) și un consulat onorific în Moscova. |

## Percepție

### Opinia globală
Pew Research Center a indicat că (din 2015) doar 4 țări chestionate au o perspectivă pozitivă (50% sau mai mare) asupra Rusiei. Primele zece țări cele mai pozitive sunt Vietnam (75%), Ghana (56%), China (51%), Coreea de Sud (46%), Liban (44%), Filipine (44%), India (43%), Nigeria (39%), Tanzania (38%), Etiopia (37%) și Uganda (37%). În timp ce zece țări intervievate au cea mai negativă vedere (sub 25%) a Rusiei. Țările fiind Pakistan (12%), Turcia (15%), Polonia (15%), Regatul Unit (18%), Iordania (18%), Ucraina (21%), Japonia (21%), Statele Unite ( 22%), Mexic (24%) și Australia (24%). Opinia rusă asupra Rusiei a fost extrem de pozitivă, aceasta fiind de 92%.

### Agresivitatea rusească
Termenul a fost folosit pentru a face referire atât la agenda Ecaterinei cea Mare din secolul al XVIII-lea și la politicile ruse ale secolului XXI.  În anii '90, susținătorii lărgirii NATO în Europa de Est au adăugat că aceasta ar pune capăt "agresiunii rusești".
De obicei Rusia este învinovățită pentru conflictul din Ucraina care a urmat Euromaidanului, tot pe baza "agresivității rusești". Analiștii sponsorizați de NATO au descris o așa numită "agresiune cibernetică rusească" împotriva Ucrainei în anii 2010.

## Participarea la organizații internaționale
Rusia este membră a:
- Administrația Provizorie a Națiunilor Unite în Timorul de Est;
- Asociația Latinoamericană de Integrare, (cu statut de observator);
- Asociația pentru Dezvoltare Internațională;
- Banca de Reglemetări Internaționale;
- Banca Europeană pentru Reconstrucție și Dezvoltare;
- Banca Mondială;
- Comisia Economică a Națiunilor Unite pentru Europa;
- Comisia Economică și Socială pentru Asia și Pacific;
- Comisia Internațională pentru Energie Atomică;
- Comitetul Olimpic Internațional;
- Comitetul Zangger;
- Comunitatea Statelor Independente;
- Conferința Națiunilor Unite pentru Comerț și Dezvoltare;
- Consiliul de Securitate al ONU;
- Consiliul Europei;
- Consiliul Parteneriatului Euro-Atlantic;
- Consiliul Statelor Mării Baltice;
- Cooperarea Economică Asia-Pacific;
- Corporația Financiară Internațională;
- Curtea Permanentă de Arbitraj;
- Fondul Monetar Internațional;
- G8;
- Grupul Furnizorilor Nucleari;
- Înaltul Comisariat ONU pentru Refugiați;
- Inmarsat;
- Institutul Națiunilor Unite pentru Formare Profesională și Cercetare;
- Intelsat;
- Interpol;
- Mișcarea de Nealiniere, (cu statut de invitat);
- Mișcarea Internațională de Cruce Roșie și Semilună Roșie;
- Misiunea de Observatori ai Organizației Națiunilor Unite în Georgia;
- Misiunea de Observatori ai Organizației Națiunilor Unite în Irak-Kuweit;
- Misiunea de Observatori ai Organizației Națiunilor Unite în Prevlaka;
- Misiunea Organizației Națiunilor Unite în Bosnia și Herțegovina;
- Misiunea Organizației Națiunilor Unite în Etiopia și Eritreea;
- Misiunea Organizației Națiunilor Unite în Republica Democrată Congo;
- Misiunea Organizației Națiunilor Unite în Sierra Leone;
- Misiunea Organizației Națiunilor Unite pentru Administrația Provizorie în Kosovo;
- Misiunea Organizației Națiunilor Unite pentru Referendumul din Sahara Occidentală;
- Organizația Conferinței Islamice, (cu statut de observator);
- Organizația de Cooperare a Mării Negre;
- Organizația de Cooperare Shanghai;
- Organizația Europeană pentru Cercetări Nucleare, (cu statut de observator);
- Organizația Internațională a Aviației Civile;
- Organizația Internațională a Muncii;
- Organizația Internațională Hidrografică;
- Organizația Internațională Maritimă;
- Organizația Internațională pentru Migrație, (cu statut de observator);
- Organizația Internațională pentru Standardizare;
- Organizația Mondială a Comerțului, (solicită calitatea de membru);
- Organizația Mondială a Proprietății Intelectuale;
- Organizația Mondială a Sănătății;
- Organizația Mondială a Sindicatelor;
- Organizația Mondială a Turismului;
- Organizația Mondială a Vămilor;
- Organizația Mondială de Meteorologie;
- Organizația Națiunilor Unite de Supraveghere a Armistițiului;
- Organizația Națiunilor Unite pentru Dezvoltare Industrială;
- Organizația Națiunilor Unite;
- Organizația pentru Interzicerea Armelor Chimice;
- Organizația pentru Securitate și Cooperare în Europa;
- Organizația Statelor Americane, (cu statut de observator);
- Parteneriatul pentru Pace;
- UNESCO;
- Uniunea  Poștală Universală;
- Uniunea Internațională a Telecomunicațiilor.
- Uniunea Statala Rusia-Belarus